# Burgstall Hunnenburg
Burgstall Hunnenburg, früher auch Altenburg oder Hennenburg genannt, bezeichnet eine abgegangene Höhenburg (Hünenburg) auf einem 591 m ü. NN hohen Gipfel westlich der Gemeinde Kuchen im Landkreis Göppingen in Baden-Württemberg.
Die Burg wird 1415 im Helfensteinischen Salbuch als „Altenburg“ erwähnt.
Der Burgstall der einstigen Ringwallanlage zeigt heute nur noch einen Halsgraben, Geländespuren mit geringen Mauerresten und Schutt.
Nach einer Volkssage soll hier eine prächtige Burg gestanden haben und wegen ruchlosen Lebens der Bewohner sei die Burg auf einmal in der Erde versunken (Oberamtsbeschreibung).